# Episodi di Jake & Blake (seconda stagione)
Qui di seguito è indicato l'elenco degli episodi della seconda stagione della serie televisiva Jake & Blake.
In Italia è andata in onda a partire dal 23 giugno 2011 su Disney Channel Italia.
| nº | Titolo originale       | Titolo italiano               | Prima TV Argentina | Prima TV Italia |
| -- | ---------------------- | ----------------------------- | ------------------ | --------------- |
| 1  | Fynklandia             | Viaggio a Fynkland            | 21 giugno 2011     | 23 giugno 2011  |
| 2  | Sacarse las caretas    | Togliere la maschera          | 22 giugno 2011     | 23 giugno 2011  |
| 3  | Talentosas             | Una ragazza talentuosa        | 23 giugno 2011     | 24 giugno 2011  |
| 4  | El blues del bungalow  | Il bleus del bungalow         | 24 giugno 2011     | 24 giugno 2011  |
| 5  | La reconquista         | La riconquista                | 25 giugno 2011     | 27 giugno 2011  |
| 6  | El secreto de Agustina | Segreti dal passato           | 26 giugno 2011     | 27 giugno 2011  |
| 7  | Despistados            | Depistati                     | 27 giugno 2011     | 28 giugno 2011  |
| 8  | Clonados               | Sosia                         | 28 giugno 2011     | 28 giugno 2011  |
| 9  | Premia2                | Un premio per due             | 29 giugno 2011     | 29 giugno 2011  |
| 10 | Buena imagen           | Difensori della reputazione   | 30 giugno 2011     | 29 giugno 2011  |
| 11 | Palabras magicas       | Le parole magiche             | 1º luglio 2011     | 30 giugno 2011  |
| 12 | Nada nuevo bajo el sol | Niente di nuovo sotto il sole | 2 luglio 2011      | 30 giugno 2011  |
| 13 | Ayudantes              | Aiutanti                      | 3 luglio 2011      | 1º luglio 2011  |
| 14 | Injusticias varias     | Ingiustizie                   | 4 luglio 2011      | 1º luglio 2011  |
| 15 | Hablar de mas          | Lingua lunga                  | 5 luglio 2011      | 4 luglio 2011   |
| 16 | Cariño de madre        | Le attenzioni della mamma     | 6 luglio 2011      | 4 luglio 2011   |
| 17 | Las Sushis             | I risvolti della rivolta      | 7 luglio 2011      | 5 luglio 2011   |
| 18 | Los reyes del retro    | Oltre il danno la beffa       | 8 luglio 2011      | 5 luglio 2011   |
| 19 | Maldiciones            | Maledizioni                   | 11 luglio 2011     | 6 luglio 2011   |
| 20 | Triunfadores           | Vincitori                     | 12 luglio 2011     | 6 luglio 2011   |
| 21 | Ojo por ojo            | Occhio per Occhio             | 13 luglio 2011     | 7 luglio 2011   |
| 22 | Cain y Abel            | Caino e Abele                 | 14 luglio 2011     | 7 luglio 2011   |
| 23 | ...                    | Una strana epidemia           | 15 luglio 2011     | 8 luglio 2011   |
| 24 | ...                    | Ambizioni                     | 16 luglio 2011     | 8 luglio 2011   |
| 25 | ...                    | Come una Squadra              | 17 luglio 2011     | 11 luglio 2011  |
| 26 | Último capítulo        | Jake e Blake                  | 18 luglio 2011     | 11 luglio 2011  |